# Jungkook
Jeon Jeong-guk (Hangul: 전정국; Busan, 1 september 1997), beter bekend als Jungkook, is een Zuid-Koreaanse artiest. Hij is zanger, rapper, danser, songwriter, producer en het jongste lid van de K-popgroep BTS.

## Levensloop
Jungkook werd geboren op 1 september 1997 in Busan, Zuid-Korea. Hij groeide op in een gezin met zijn ouders en een oudere broer. Hij volgde zijn basis- en middelbare schoolopleiding in Busan, maar verhuisde naar Seoel toen hij trainee werd bij Big Hit Entertainment.
In 2011 deed Jungkook auditie voor de Zuid-Koreaanse talentenjacht Superstar K in Daegu. Hoewel hij niet werd geselecteerd, ontving hij castingaanbiedingen van zeven entertainmentbedrijven. Hij koos er uiteindelijk voor om trainee te worden bij Big Hit Entertainment nadat hij RM, nu zijn collega-bandlid en leider in BTS, zag optreden. Om aan zijn dansvaardigheden te werken ter voorbereiding op zijn debuut, ging hij in de zomer van 2012 naar Los Angeles om een dansopleiding te volgen van Movement Lifestyle. In juni 2012 verscheen hij in de videoclip I'm Da One van Jo Kwon en werkte hij ook als back-updanser voor Glam voor zijn debuut. Hij studeerde in 2017 af aan de Seoul's School of Performing Arts, een kunsthogeschool.

### Carrière

#### BTS
Op 12 juni 2013 maakte Jungkook zijn debuut als lid van BTS met de release van de single 2 Cool 4 Skool. Onder BTS heeft hij twee solotracks op zijn naam staan; het eerste, popnummer "Begin" van het album Wings uit 2016 vertelde zijn verhaal over het verhuizen naar Seoul op jonge leeftijd om een idool te worden en spreekt zijn dankbaarheid uit aan zijn medeleden omdat ze hem in die tijd hebben ondersteund. Het tweede nummer "Euphoria", werd op 5 april 2018 uitgebracht met een begeleidende korte film van negen minuten als introductie op het derde deel van de "Love Yourself" albums van BTS. De volledige studiotrack staat op hun album “Love Yourself: Answer” dat op 24 augustus 2018 uitkwam. Euphoria kwam op nummer vijf in de Billboard Bubbling Under Hot 100 Singles chart. Het stond 13 weken lang op de World Digital Song Sales hitlijst.
Jungkook wordt genoemd als de belangrijkste producer van een aantal van de nummers van BTS, waaronder "Love is Not Over" en "Magic Shop".
In oktober 2018 ontving hij van de president van Zuid-Korea samen met andere leden van de groep de vijfde klas Hwagwan Orde van Culturele Verdienste.

#### Solocarrière
In september 2015 nam Jungkook deel aan de "One Dream, One Korea" campagne, waarbij hij een samenwerkingssong opnam ter nagedachtenis aan de Koreaanse Oorlog. Het nummer werd uitgebracht op 24 september en gepresenteerd tijdens het One K Concert in Seoul op 15 oktober. Hij verscheen ook in de pilotaflevering van Flower Crew en nam deel aan Celebrity Bromance en King of Mask Singer.
Op 6 november 2018 werkte Jungkook samen met Charlie Puth voor een speciaal duetoptreden tijdens de Genie Music Awards. Op 4 juni 2020 bracht Jungkook zijn zelfgeproduceerde nummer Still With You gratis uit op SoundCloud ter ere van BTS' debuutverjaardag.
In februari 2022 zong Jungkook de soundtrack voor 7Fates: Chakho met het nummer Stay Alive, geproduceerd door Suga. Het werd zijn eerste solo-optreden in de Billboard Hot 100 en debuteerde ook in de top tien van de Billboard Global Excl. U.S. lijst. Het was tevens de eerste Koreaanse soundtrack in de geschiedenis die debuteerde in de Official Singles Chart in het Verenigd Koninkrijk.
In 2023 werd Jungkook aangekondigd als de nieuwste wereldwijde merkambassadeur voor Calvin Klein. De campagne werd gefotografeerd door Park Jong Ha.
In december 2023 stapte Jungkook het Zuid-Koreaanse leger in om zijn verplichte legerdienst van 18 maanden te vervullen. Deze voltooide hij samen met bandgenoot Jimin op 11 juni 2025.